# Polikarpov I-5
Pour les articles homonymes, voir I-5.
Le Polikarpov I-5 est un chasseur monoplace soviétique de l'entre-deux-guerres. Il fut le chasseur principal de l'URSS de 1933 à 1936. Au total 803 I-5 furent construits, prototypes inclus.